# Cincloramphus timoriensis
La yerbera leonada (Cincloramphus timoriensis) es una especie de ave paseriforme de la familia Locustellidae propia de Australasia y parte del archipiélago malayo.

## Distribución y hábitat
Se extiende por el archipiélago filipino, el norte de Célebes, algunas islas menores de la Sonda, el sur de Nueva Guinea y el norte y este de Australia. Su hábitat natural son los humedales y herbazales húmedos.